# Andrew Williams (político)
Andrew Williams (Ormstown, 27 de agosto de 1828-Plattsburgh, 6 de octubre de 1907) fue un político, fabricante, comerciante y minero canadiense-estadounidense. De 1875 a 1879 se desempeñó como miembro de la Cámara de Representantes de Estados Unidos por el estado de Nueva York.

## Biografía

### Primeros años
Nacido en Ormstown, Bajo Canadá (actual provincia de Quebec) en 1828. Recibió una educación limitada cuando era niño y más tarde se dedicó a actividades mercantiles. Emigró a Estados Unidos en 1852, estableciéndose en Plattsburgh, Nueva York.

### Carrera
Se dedicó a la fabricación de clavos entre 1863 y 1865 y más tarde se dedicó a la minería de hierro, al comercio de madera y a la fabricación de clavos para herraduras y carros.
Fue elegido como republicano para el 44º y 45º Congreso de los Estados Unidos, cargo que ocupó desde el 4 de marzo de 1875 hasta el 3 de marzo de 1879. Fue uno de los organizadores del Iron National Bank en Plattsburgh en 1881 y sirvió como su presidente entre 1881 y 1888.
Posteriormente fue supervisor de la ciudad de Dannemora durante dos años; supervisor de la ciudad de Plattsburgh durante varios años; superintendente de la red de suministro de agua de Plattsburgh de 1889 a 1902; y tesorero del condado de Clinton de 1891 a 1905.

### Últimos años
Fue miembro de la Junta de Educación hasta su fallecimiento en Plattsburgh el 6 de octubre de 1907. Fue enterrado en el cementerio Riverside en Plattsburgh.